# 大塚田鶴子
大塚 田鶴子（おおつか たづこ、1912年8月12日 - 没年不詳）は、日本の女優である。本名大塚 たね（おおつか たね）。活動時期はトーキーの時代であったが、サイレント映画（のちにサウンド版）にのみ出演した女優である。

## 人物・来歴
1912年（大正元年）8月12日、大阪府大阪市北区曾根崎上に生まれる。
市川右太衛門プロダクションに1933年（昭和8年）までに入社し、同年8月10日に公開された、小石栄一監督のサイレント映画『爆走する退屈男』に出演したのが、もっとも古い記録である。同社は奈良県生駒郡伏見村（現在の同県奈良市あやめ池北1丁目）のあやめ池遊園地内にあった。1935年（昭和10年）の初めに極東映画に移籍、同年3月、仮に使用していた京都の御室撮影所（かつてのエトナ映画社跡地）から、兵庫県西宮市甲陽園にある甲陽撮影所（かつての東亜キネマ跡地）に移った第1作とされる堀江大生監督の『仇討春秋』に出演する。同社は、翌1936年（昭和11年）に大阪府南河内郡古市町白鳥園（現在の同府羽曳野市翠鳥園）へと製作拠点を移転したが、俳優の羅門光三郎、市川寿三郎、綾小路絃三郎ら、監督の下村健二、園池成男（古海卓二）、児井秀男（のちの児井英生）が甲陽撮影所に残留、同年5月に甲陽映画を設立しており、大塚も彼らとともに甲陽映画に移籍した。設立第1作、下村健二監督の『元和三勇士』に大塚も出演した。甲陽映画は、1937年（昭和12年）4月、配給提携先のマキノトーキー製作所とともに財政が悪くなり、同年5月には解散した。
大塚が最初に所属した市川右太衛門プロダクションは、前年に松竹キネマに吸収され、奈良・あやめ池の撮影所は閉鎖されていたが、市川右太衛門の実兄・山口天龍が同年5月に全勝キネマを設立、同撮影所を再度稼働させた。大塚は、甲陽映画の崩壊とともにこの全勝キネマに移籍し、数本に出演したが、移籍の年以降の出演記録が見当たらない。全勝キネマは1941年（昭和16年）に松竹傘下に吸収されて興亜映画となり、あやめ池撮影所は閉鎖された。時代は第二次世界大戦に突入し、その後の消息はわからない。没年不詳。

## フィルモグラフィ
すべてクレジットは「出演」である。公開日の右側には役名、および東京国立近代美術館フィルムセンター（NFC）所蔵等の上映用プリントの現存状況についても記す。同センター等に所蔵されていないものは、とくに1940年代以前の作品についてはほぼ現存しないフィルムである。

### 市川右太衛門プロダクション
すべて製作は「市川右太衛門プロダクション」、配給は「松竹キネマ」である。特筆した「サウンド版」以外はすべて「サイレント映画」である。
- 『爆走する退屈男』 : 監督小石栄一、1933年8月10日公開 - 花魁花鳥
- 『疾風正雪』 : 監督志波西果、1933年11月16日公開 - 正雪の妾お宮
- 『伊井大老斬奸第一声 安政大獄篇』 : 監督志波西果、サウンド版、1934年5月4日公開 - 井伊大老奥方
- 『伊井大老斬奸第一声 稲田重蔵篇』 : 監督志波西果、サウンド版、1934年5月11日公開 - 井伊大老奥方
- 『寝返り仁義』 : 監督渡辺新太郎、1934年9月27日公開

### 極東映画
すべて製作・配給は「極東映画」である。すべて「サイレント映画」である。
- 『仇討春秋』 : 監督堀江大生、1935年3月公開 - 極東甲陽撮影所第1回作品
- 『弥八妻恋唄』 : 監督山口哲平、1935年5月15日公開
- 『白面の兇盗』 : 監督下村健二、1935年5月15日公開 - 弁天お初
- 『月形半平太』 : 監督仁科熊彦、1935年7月12日公開 - 梅松
- 『風雲天馬城』 : 監督下村健二、1936年7月31日公開 - 南蛮お吉
- 『忍術真田十勇士』 : 監督仁科熊彦・山口哲平、1935年11月15日公開
- 『新月赤城街道』 : 監督稲葉蛟児、1935年11月23日公開
- 『日月走馬燈』 : 監督米沢正夫、1935年11月30日公開 - 主演
- 『猪の松晴の鍔鳴り』 : 監督山口哲平、1935年12月5日公開
- 『大義の烽火』 : 監督下村健二、1936年2月8日公開
- 『恩讐十曲峠』 : 監督稲葉蛟児、1936年3月1日公開
- 『梅桜肥後の駒下駄』（『梅櫻肥後の駒下駄』） : 監督仁科熊彦、1936年3月15日公開 - 親分の娘

### 甲陽映画
すべて製作は「甲陽映画」、配給は「千鳥興業」のちに「マキノトーキー製作所」である。すべて「サウンド版」である。
配給 千鳥興業
- 『元和三勇士』 : 監督下村健二、1936年7月1日公開
- 『忍術誉れ仇討』（『忍術誉山の仇討』） : 監督園池成男、1936年8月7日公開
- 『奇傑黒鷲 前篇』 : 監督下村健二、1936年8月14日公開 - お照の方
- 『柳生二蓋笠』 : 監督高見貞衛、1936年8月22日公開 - 藝妓初瀬、46分尺の16mmフィルムが現存（NFC所蔵[7]）
- 『侠骨幡随院』 : 監督園池成男、1936年9月5日公開 - 花魁 高花、39分尺が現存（NFC所蔵[7]）
- 『大江戸の魔剣』 : 監督熊谷草弥、1936年9月23日公開

配給 マキノトーキー製作所
- 『旅鴉時雨街道』 : 監督勝見雅之、1936年11月2日公開
- 『謎の影法師』 : 監督高見貞衛、1936年12月13日公開
- 『驀走白馬隊 前篇』（『爆走白馬隊 前篇』） : 監督下村健二、1936年12月31日公開 - 小萩、10分の断片のみ現存（NFC所蔵[7]）
- 『驀走白馬隊 後篇』（『爆走白馬隊 後篇』） : 監督下村健二、1937年1月5日公開 - 小萩、30分の部分のみ現存（NFC所蔵[7]）

### 全勝キネマ
すべて製作・配給は「全勝キネマ」である。すべて「サイレント映画」である。
- 『剣鬼夜叉王』 : 監督金田繁、1937年製作・公開
- 『団十郎の勝』 : 監督熊谷草弥、1937年製作・公開
- 『夕凪城の怪人』 : 監督熊谷草弥、1937年製作・公開